# Clinoenstatita
La clinoenstatita és un mineral silicat que pertany al subgrup dels clinopiroxens.

## Característiques
La clinoenstatita és un inosilicat de fórmula química MgSiO₃. Cristal·litza en el sistema monoclínic. La seva duresa a l'escala de Mohs es troba entre 5 i 6. És un polimorf de l'enstatita i de l'akimotoïta, és a dir que presenta la mateixa composició química però es forma en diferent sistema cristal·lí. És un mineral isoestructural amb la clinoferrosilita.
Segons la classificació de Nickel-Strunz pertany a «09.DA - Inosilicats amb 2 cadenes senzilles periòdiques, Si₂O₆; família dels piroxens» juntament amb els següents minerals: donpeacorita, enstatita, ferrosilita, clinoferrosilita, kanoïta, pigeonita, augita, diòpsid, esseneïta, hedenbergita, johannsenita, petedunnita, davisita, kushiroïta, grossmanita, aegirina-augita, omfacita, aegirina, jadeïta, jervisita, cosmoclor, namansilita, natalyita i espodumena.

## Formació i jaciments
Tot i tractar-se d'una espècie no gaire habitual ha estat descrita en tots els continents del planeta, inclosa l'Antàrtida.